# Disneys Klassenhund
Klassenhund (englisch Teacher’s Pet) ist eine US-amerikanische Zeichentrickserie der Walt Disney Company aus den Jahren 2000 bis 2002. Sie wurde erdacht von Gary Baseman.

## Inhalt
Der Schüler Leonard Helperman ist erstaunt, als er feststellt, dass sein Hund Spot der neue Mitschüler Scott Leandready ist. Der Hund fühlt sich zu Höherem berufen und kostümiert sich daher als ein Junge. Das verursacht Probleme, weil Leonards Mutter auch seine Lehrerin ist und das Geheimnis des neuen Schülers nicht erfahren darf. Scott ist zudem noch sehr beliebt, besonders bei Leonards heimlicher Liebe Leslie Dunkling.

## Veröffentlichungen
Die Serie wurde vom 9. September 2000 bis zum 10. Mai 2002 in den USA durch den Sender ABC ausgestrahlt. Im deutschen Disney Channel erfolgte die deutsche Erstausstrahlung ab dem 15. September 2001. Die Ausstrahlung auf Super RTL folgte ab dem 1. Januar 2004. Später folgten Ausstrahlungen durch die Sender ORF eins, SRF 1 und Toon Disney.
Zur Serie erschien 2004 ein Kinofilm unter dem Titel Disneys Klassenhund: Der Film.

## Synchronisation
| Rolle              | Englischer Synchronsprecher | Deutsche Synchronsprecher |
| ------------------ | --------------------------- | ------------------------- |
| Leonard Helperman  | Shaun Flemming              |                           |
| Spot Helperman     | Nathan Lane                 | Ilja Richter              |
| Mary Lou Helperman | Debra Jo Rupp               | Carin C. Tietze           |

## Auszeichnungen
Klassenhund gewann in den Jahren 2000 und 2001 den Daytime Emmy Award. Der Autor der Serie Gary Baseman gewann für seine Idee den Outstanding Achievement Emmy.